# Championnats du monde de ski nautique
Les Championnats du monde de ski nautique existent depuis 1949. La compétition est réitérée en 1950 avant de se tenir, depuis 1953, tous les deux ans. Dans chaque palmarès par catégorie individuelle (hommes et femmes séparés) figure un classement dans chacune des trois épreuves (slalom, figure et saut) et un classement toutes épreuves. Depuis 1959 s’ajoute un palmarès toutes épreuves par équipe nationale mixte.

## Palmarès
| Année | Lieu                       | Catégorie | Slalom                    | Figures                         | Saut                      | Toutes épreuves           |
| ----- | -------------------------- | --------- | ------------------------- | ------------------------------- | ------------------------- | ------------------------- |
| 1949  | Juan-les-Pins              | Hommes    | Christian Jourdan         | Pierre Gouin                    | Guy de Clercq             | Christian Jourdan         |
| 1949  | Juan-les-Pins              | Femmes    | Willa Worthington         | Madeleine Boutellier            | Willa Worthington         | Willa Worthington         |
| 1949  | Juan-les-Pins              | Équipes   |                           |                                 |                           | non tenu                  |
| 1950  | Cypress Gardens            | Hommes    | Dick Pope                 | Jack Andresen                   | Guy de Clercq             | Dick Pope                 |
| 1950  | Cypress Gardens            | Femmes    | Evie Wolford              | Willa Worthington-McGuire       | Johnette Kirkpatrick      | Willa Worthington-McGuire |
| 1950  | Cypress Gardens            | Équipes   |                           |                                 |                           | non tenu                  |
| 1953  | Toronto                    | Hommes    | Charles Blackwell         | Warren Witherall                | Alfredo Herrendoza        | Alfredo Herrendoza        |
| 1953  | Toronto                    | Femmes    | Evie Wolford              | Leah Marie Rawls                | Sandra Swaney             | Leah Marie Rawls          |
| 1953  | Toronto                    | Équipes   |                           |                                 |                           | non tenu                  |
| 1955  | Beyrouth                   | Hommes    | Alfredo Herrendoza        | Scotty Scott                    | Alfredo Herrendoza        | Alfredo Herrendoza        |
| 1955  | Beyrouth                   | Femmes    | Willa Worthington-McGuire | Marina Doria                    | Willa Worthington-McGuire | Willa Worthington-McGuire |
| 1955  | Beyrouth                   | Équipes   |                           |                                 |                           | non tenu                  |
| 1957  | Cypress Gardens            | Hommes    | Joe Cash                  | Mike Amsbury                    | Joe Mueller               | Joe Cash                  |
| 1957  | Cypress Gardens            | Femmes    | Marina Doria              | Marina Doria                    | Nancie Rideout            | Marina Doria              |
| 1957  | Cypress Gardens            | Équipes   |                           |                                 |                           | non tenu                  |
| 1959  | Milan                      | Hommes    | Chuck Stearns             | Philippe Logut                  | Buster McCalla            | Chuck Stearns             |
| 1959  | Milan                      | Femmes    | Vickie van Hook           | Piera Castelvetri               | Nancie Rideout            | Vickie van Hook           |
| 1959  | Milan                      | Équipes   |                           |                                 |                           | États-Unis                |
| 1961  | Long Beach                 | Hommes    | Jimmy Jackson             | Jean-Marie Muller               | Larry Penacho             | Bruno Zaccardi            |
| 1961  | Long Beach                 | Femmes    | Janelle Kirkley           | Sylvie Hülsemann                | Renate Hansluvka          | Sylvie Hülsemann          |
| 1961  | Long Beach                 | Équipes   |                           |                                 |                           | États-Unis                |
| 1963  | Vichy                      | Hommes    | Billy Spencer             | Billy Spencer                   | Jimmy Jackson             | Billy Spencer             |
| 1963  | Vichy                      | Femmes    | Jeanette Brown            | Guyonne Dalle                   | Renate Hansluvka          | Jeanette Brown            |
| 1963  | Vichy                      | Équipes   |                           |                                 |                           | États-Unis                |
| 1965  | Surfers Paradise Gardens   | Hommes    | Roland Hillier            | Ken White                       | Larry Penacho             | Roland Hillier            |
| 1965  | Surfers Paradise Gardens   | Femmes    | Barbara Cooper-Clack      | Dany Duflot                     | Liz Allan                 | Liz Allan                 |
| 1965  | Surfers Paradise Gardens   | Équipes   |                           |                                 |                           | États-Unis                |
| 1967  | Sherbrooke                 | Hommes    | Tito Antunano             | Alan Kempton                    | Alan Kempton              | Mike Suyderhoud           |
| 1967  | Sherbrooke                 | Femmes    | Liz Allan                 | Dany Duflot-Privat              | Jeanette Stewart-Wood     | Jeanette Stewart-Wood     |
| 1967  | Sherbrooke                 | Équipes   |                           |                                 |                           | États-Unis                |
| 1969  | Copenhague                 | Hommes    | Víctor Palomo             | Bruce Cockburn                  | Wayne Grimditch           | Mike Suyderhoud           |
| 1969  | Copenhague                 | Femmes    | Liz Allan                 | Liz Allan                       | Liz Allan                 | Liz Allan                 |
| 1969  | Copenhague                 | Équipes   |                           |                                 |                           | États-Unis                |
| 1971  | Barcelone                  | Hommes    | Mike Suyderhoud           | Ricky McCormick                 | Mike Suyderhoud           | George Athans             |
| 1971  | Barcelone                  | Femmes    | Christy Freeman           | Willy Stähle                    | Christy Lynn Weir         | Christy Lynn Weir         |
| 1971  | Barcelone                  | Équipes   |                           |                                 |                           | États-Unis                |
| 1973  | Bogota                     | Hommes    | George Athans             | Wayne Grimditch                 | Ricky McCormick           | George Athans             |
| 1973  | Bogota                     | Femmes    | Sylvie Maurial            | María Víctoria Carrasco         | Liz Allan Shetter         | Lisa Saint John           |
| 1973  | Bogota                     | Équipes   |                           |                                 |                           | États-Unis                |
| 1975  | Londres                    | Hommes    | Roby Zucchi               | Carlos Suárez                   | Wayne Grimditch           | Carlos Suárez             |
| 1975  | Londres                    | Femmes    | Liz Allan Shetter         | María Víctoria Carrasco         | Liz Allan Shetter         | Liz Allan Shetter         |
| 1975  | Londres                    | Équipes   |                           |                                 |                           | États-Unis                |
| 1977  | Milan                      | Hommes    | Bob LaPoint               | Carlos Suárez                   | Mike Suyderhoud           | Mike Hazelwood            |
| 1977  | Milan                      | Femmes    | Cindy Todd                | María Víctoria Carrasco         | Linda Giddens             | Cindy Todd                |
| 1977  | Milan                      | Équipes   |                           |                                 |                           | États-Unis                |
| 1979  | Toronto                    | Hommes    | Bob LaPoint               | Patrice Martin                  | Mike Hazelwood            | Joel McClintock           |
| 1979  | Toronto                    | Femmes    | Pattsie Messner           | Natalya Rumyantseva             | Cindy Todd                | Cindy Todd                |
| 1979  | Toronto                    | Équipes   |                           |                                 |                           | États-Unis                |
| 1981  | Londres                    | Hommes    | Andy Mapple               | Cory Pickos                     | Mike Hazelwood            | Sammy Duvall              |
| 1981  | Londres                    | Femmes    | Cindy Todd                | Ana María Carrasco              | Deena Brush               | Karen Roberge             |
| 1981  | Londres                    | Équipes   |                           |                                 |                           | États-Unis                |
| 1983  | Göteborg                   | Hommes    | Bob LaPoint               | Cory Pickos                     | Sammy Duvall              | Sammy Duvall              |
| 1983  | Göteborg                   | Femmes    | Cindy Todd                | Natalya Ponomaryeva-Rumyantseva | Cindy Todd                | Anna Maria Carrasco       |
| 1983  | Göteborg                   | Équipes   |                           |                                 |                           | États-Unis                |
| 1985  | Toulouse                   | Hommes    | Bob LaPoint               | Patrice Martin                  | Geoff Carrington          | Sammy Duvall              |
| 1985  | Toulouse                   | Femmes    | Camille Duvall            | Judy McClintock                 | Deena Brush               | Karen Neville             |
| 1985  | Toulouse                   | Équipes   |                           |                                 |                           | États-Unis                |
| 1987  | Londres                    | Hommes    | Bob LaPoint               | Patrice Martin                  | Sammy Duvall              | Sammy Duvall              |
| 1987  | Londres                    | Femmes    | Kim Laskoff               | Natalya Rumyantseva             | Deena Brush               | Deena Brush               |
| 1987  | Londres                    | Équipes   |                           |                                 |                           | États-Unis                |
| 1989  | West Palm Beach            | Hommes    | Andy Mapple               | Aymeric Benet                   | Geoff Carrington          | Patrice Martin            |
| 1989  | West Palm Beach            | Femmes    | Kim Laskoff               | Tawn Larsen                     | Deena Brush-Mapple        | Deena Brush-Mapple        |
| 1989  | West Palm Beach            | Équipes   |                           |                                 |                           | États-Unis                |
| 1991  | Villach                    | Hommes    | Lucky Lowe                | Patrice Martin                  | Bruce Neville             | Patrice Martin            |
| 1991  | Villach                    | Femmes    | Helena Kjellander         | Tawn Larsen                     | Sheri Sloane              | Karen Neville             |
| 1991  | Villach                    | Équipes   |                           |                                 |                           | Canada                    |
| 1993  | Singapour                  | Hommes    | Brett Thurley             | Tory Baggiano                   | Andra Alessi              | Patrice Martin            |
| 1993  | Singapour                  | Femmes    | Helena Kjellander         | Britt Larsen                    | Kim de Macedo             | Natalia Rumiantseva       |
| 1993  | Singapour                  | Équipes   |                           |                                 |                           | Canada                    |
| 1995  | Roquebrune-sur-Argens      | Hommes    | Andy Mapple               | Aymeric Benet                   | Bruce Neville             | Patrice Martin            |
| 1995  | Roquebrune-sur-Argens      | Femmes    | Helena Kjellander         | Tawn Larsen                     | Brenda Nichols            | Judy Messer               |
| 1995  | Roquebrune-sur-Argens      | Équipes   |                           |                                 |                           | France                    |
| 1997  | Medellín                   | Hommes    | Andy Mapple               | Kyle Peterson                   | Jaret Llewellyn           | Patrice Martin            |
| 1997  | Medellín                   | Femmes    | Helena Kjellander         | Britt Llarsen                   | Elena Milakova            | Elena Milakova            |
| 1997  | Medellín                   | Équipes   |                           |                                 |                           | France                    |
| 1999  | Milan                      | Hommes    | Andy Mapple               | Jaret Llewellyn                 | Jaret Llewellyn           | Patrice Martin            |
| 1999  | Milan                      | Femmes    | Kristi Overton-Johnson    | Tawn Larsen-Hahn                | Emma Sheers               | Elena Milakova            |
| 1999  | Milan                      | Équipes   |                           |                                 |                           | Canada                    |
| 2001  | Barcelone                  | Hommes    | Andy Mapple               | Nicolas Le Forestier            | Jaret Llewellyn           | Jaret Llewellyn           |
| 2001  | Barcelone                  | Femmes    | Emma Sheers               | Regina Jaquess                  | Elena Milakova            | Elena Milakova            |
| 2001  | Barcelone                  | Équipes   |                           |                                 |                           | États-Unis                |
| 2003  | Swiss Ski School - Floride | Hommes    | Jeff Rodgers              | Jimmy Siemers                   | Freddy Krueger            | Jimmy Siemers             |
| 2003  | Swiss Ski School - Floride | Femmes    | Emma Sheers               | Mandy Nightingale               | Emma Sheers               | Regina Jaquess            |
| 2003  | Swiss Ski School - Floride | Équipes   |                           |                                 |                           | États-Unis                |
| 2005  | Tianjin                    | Hommes    | William Asher             | Nicolas Le Forestier            | Jaret Llewellyn           | Jimmy Siemers             |
| 2005  | Tianjin                    | Femmes    | Regina Jaquess            | Mandy Nightingale               | Angeliki Andriopoulou     | Regina Jaquess            |
| 2005  | Tianjin                    | Équipes   |                           |                                 |                           | États-Unis                |
| 2007  | Linz                       | Hommes    | Thomas Degasperi          | Nicolas Le Forestier            | Freddy Krueger            | Jaret Llewellyn           |
| 2007  | Linz                       | Femmes    | Nicole Arthur             | Clémentine Lucine               | Angeliki Andriopoulou     | Clémentine Lucine         |
| 2007  | Linz                       | Équipes   |                           |                                 |                           | États-Unis                |
| 2009  | Calgary                    | Hommes    | Will Asher                | Aliaksei Zharnasek              | Freddy Krueger            | Javier Julio              |
| 2009  | Calgary                    | Femmes    | Whitney Mcclintock        | Whitney Mcclintock              | Angeliki Andriopoulou     | Whitney Mcclintock        |
| 2009  | Calgary                    | Équipes   |                           |                                 |                           | Canada                    |
| 2011  | Doubna                     | Hommes    | Thomas Degasperi          | Aliaksei Zharnasek              | Freddy Krueger            | Adam Sedlmajer            |
| 2011  | Doubna                     | Femmes    | Whitney Mcclintock        | Natallia Berdnikava             | Natallia Berdnikava       | Natallia Berdnikava       |
| 2011  | Doubna                     | Équipes   |                           |                                 |                           | Biélorussie               |
| 2013  | Santiago                   | Hommes    | Nate Smith                | Aliaksei Zharnasek              | Freddy Krueger            | Felipe Miranda            |
| 2013  | Santiago                   | Femmes    | Regina Jaquess            | Erika Lang                      | Jacinta Carroll           | Regina Jaquess            |
| 2013  | Santiago                   | Équipes   |                           |                                 |                           | États-Unis                |
| 2015  | Chapala                    | Hommes    | Nate Smith                | Adam Pickos                     | Ryan Dodd                 | Adam Sedlmajer            |
| 2015  | Chapala                    | Femmes    | Regina Jaquess            | Neilly Ross                     | Jacinta Carroll           | Regina Jaquess            |
| 2015  | Chapala                    | Équipes   |                           |                                 |                           | Canada                    |
| 2017  | Paris                      | Hommes    | Frederick Winter          | Adam Pickos                     | Ryan Dodd                 | Felipe Miranda            |
| 2017  | Paris                      | Femmes    | Regina Jaquess            | Neilly Ross                     | Jacinta Carroll           | Regina Jaquess            |
| 2017  | Paris                      | Équipes   |                           |                                 |                           | États-Unis                |
| 2019  | Putrajaya                  | Hommes    | Joel Howley               | Patricio Font                   | Ryan Dodd                 | Martin Kolman             |
| 2019  | Putrajaya                  | Femmes    | Manon Costard             | Anna Gay                        | Jacinta Carroll           | Whitney McClintock Rini   |
| 2019  | Putrajaya                  | Équipes   |                           |                                 |                           | Canada                    |